# Luc François Dumas
Luc François Dumas, né le 16 novembre 1927 à Romont et mort le 19 octobre 2021 à Lausanne, est un enseignant et écrivain vaudois.

## Biographie
Il est le fils de l'architecte Fernand Dumas. Il grandit à Romont.
Après des études de lettres à l'Université de Fribourg, il entre en 1946 dans les ordres et devient dominicain. Cette expérience est à l'origine de plusieurs de ses textes.
Après avoir quitté l'ordre religieux, il se consacre à l'enseignement de la philosophie, de la littérature, de la psychologie à Saint-Maurice et à Lausanne et exerce la sculpture comme activité parallèle.
Dans son récit Bachu (Prix Bibliothèque pour tous 1984), il évoque Romont, la ville de sa naissance et de son enfance (1942). On lui doit un second récit, Bachu chez les justes (1985), ainsi qu'un essai Le dieu probable (1981).
En 2013 il publie Le silence de l'eau.
Il meurt le 19 octobre 2021 à Lausanne après s'être à nouveau rapproché des dominicains.